# Personnages de Oddworld
 (décembre 2022).
Si vous disposez d'ouvrages ou d'articles de référence ou si vous connaissez des sites web de qualité traitant du thème abordé ici, merci de compléter l'article en donnant les références utiles à sa vérifiabilité et en les liant à la section « Notes et références ».

Cet article présente les différents personnages de la série de jeux vidéo Oddworld.

## Personnages jouables

### Abe
Abe est le héros des trois premiers jeux de la série, à savoir l'Oddyssée d'Abe, l'Exode d'Abe et l'Oddyssée de Munch. Cette dernière aventure se pratique en compagnie de Munch. Il appartient au peuple Mudokon.
Il est considéré comme un terroriste par le cartel de Magog, en raison des pertes économiques qu'il a causé en libérant ses frères.

### Munch
Munch est, avec Abe, le personnage principal de l'Odyssée de Munch. Il appartient au peuple des Gabbits, dont il est le dernier représentant sur Oddworld.
Munch vit avec d'autres Gabbits dans les océans d'Oddworld. Un jour, son groupe est capturé par de gigantesques filets, et Munch est le seul à en réchapper. Il part à la recherche d'un autre Gabbit. Il pousse donc de nombreux cris, et des réponses lui viennent en écho. Plein d'espoir, il se lance dans cette direction, avant d'atteindre la terre ferme. Ce signal de réponse est en fait sur un piège à loup, et Munch tombe dedans et est coincé. Des Vykkers arrivent immédiatement et le capturent. Il est mis sur la table d'opération, après qu'un Vykker a greffé un sonar sur son crâne (le sonar ressemble à une petite couronne). Laissé seul en attente d'une prochaine opération, Munch sympathise avec d'autres prisonniers, de petites boules de poil du nom de Fuzzles. Ces derniers le supplient de les délivrer, mais Munch, attaché, ne sait comment faire. Le sonar lui permet également de créer un rayon électrique, et, après de maints efforts, il parvient à diriger son rayon vers la cage d'un des Fuzzles, activant l'ouverture. Il fait de même avec les autres prisonniers. Soudain, un Interne arrive, et les Fuzzles se dissimulent, avant de débarquer devant l'intrus. Munch se demande comment ces petites boules de poil pourront lutter contre un Interne, jusqu'à ce qu'il les voie montrer leurs dents. Les Fuzzles massacrent l'Interne et l'attachent solidement. Puis ils délivrent Munch.
Munch libère les Fuzzles qu'il croise dans les Laboratoires Vykkers, qui en échange l'aident à combattre contre les Internes, les Slogs, les Sligs et même les Vykkers. Finalement, Munch s'échappe des Laboratoires et rencontre Abe, avec qui il poursuit une bonne partie de son aventure, à la recherche des œufs de Gabbits et des Fuzzles, tandis qu'Abe cherche à délivrer ses compatriotes esclaves du Cartel de Magog.
Munch, grâce à cet exploit, acquiert une réputation de terroriste pour le Cartel de Magog comme son nouveau camarade Abe, déjà bien connu des Glukkons pour avoir libéré 399 Mudokons et anéanti Rupture Farms, les Mines de Necrum et la Brasserie SoulStorm, mais surtout une réputation de grand héros du côté des peuples naturels d'Oddworld, chez les Fuzzles et chez les siens, les Gabbits, race qu'il peut recréer avec les nombreux œufs qu'il a ravi aux Vykkers.

### L'Étranger
L'Étranger est le héros de Oddworld : la Fureur de l'étranger. C'est un chasseur de primes qui se fait passer pour une créature bipède, mais plus tard dans le jeu on découvre qu'il  a six pattes et sa race nous est révélée.

## Personnages affiliés à la nature

### Big Face
Big Face est le chef spirituel du peuple Mudokon. Il arbore toujours un grand masque tribal sur son visage, d'où son nom. C'est le principal shaman des Lignes de Monsaic et il possède d'importants pouvoirs. C'est lui qui offrira à Abe le pouvoir du Shrykull et qui le sauvera de la mort à RuptureFarms (si Abe sauve suffisamment de Mudokons bien sûr).

### Les esprits Mudokons
Ce trio d'esprits apparait d'abord à Abe en songe dans l'Exode d'Abe. Ce sont les esprits de Mudokons inhumés à Necrum, dont les tombes ont été profanées par les Glukkons. Ils supplient Abe de leur venir en aide, et lui donneront également le pouvoir de guérir les Mudokons rendus malades par la bière SoulStorm.

### Le Raisin Mythique
Cet être ancien, sage et vénéré est l'un des plus vieux êtres vivants sur Oddworld. Il vivait sur la planète avant l'arrivée de l'industrie, et possède de puissants pouvoirs divinatoires. Il apparait dans l'Odyssée de Munch.

## Personnages affiliés aux industriels

### Molluck
Molluck, surnommé Molluck le Glukkon, est le principal antagoniste de l'Odyssée d'Abe en tant que propriétaire et PDG de RuptureFarms.
Il est consommateur de cigares, et porte un costume violet.
Comme son surnom l'indique, il s'agit d'un Glukkon, espèce de la planète spécialisée dans l'industrie de masse et le capitalisme. Molluck dirige l'usine RuptureFarms d'une main de fer, où de nombreux individus de différentes espèces d'Oddworld finissent leurs jours pour servir à produire de la viande et ses dérivés.
Molluck est présenté comme un personnage cruel, obnubilé par le profit et prêt à tout, même à sacrifier ses employés, pour l'obtenir, ce qu'il met en avant au cours de l'introduction comme source de profit auprès de son comité de direction, afin de contrebalancer la chute de la production de tourtes de Paramites et de gâteaux fourrés au Scrab.

### Directeur Phleg
Le Directeur Phleg est le gérant de l'usine Bonewerkz. Abe le rencontre dans l'Exode d'Abe. Ce Glukkon pratique une désinformation systématique et vérifie soigneusement les informations arrivant à ses employés, afin de mieux les contrôler. Abe pénètrera son bureau et l'envoûtera pour déverrouiller une des barrières du Terminal 5 de la Gare de FeeCo, passage obligatoire pour la Brasserie. Phleg fume un gros cigare et porte un costume violet.

### Général Dripik
Ce Glukkon dirige les Baraquements Sligs. Malgré ses problèmes de mémoire (allant jusqu'à oublier son propre nom) et un zèle dans la discipline le poussant à des sanctions absurdes, il est plusieurs fois décoré militairement. Abe l'envoûtera pour déverrouiller la deuxième barrière du Terminal 5. Dripik fume une pipe et est vêtu d'un costume noir à épaulettes affublé de médailles.

### Vice-président Aslik
Le Vice-président Aslik dirige la Gare de FeeCo. Il aime adopter une figure paternaliste et se fait appeler « Tonton Aslik ». Néanmoins, il n'hésite pas à supprimer les employés qui en savent trop. Il est envoûté par Abe qui s'en sert pour déverrouiller la dernière barrière l'empêchant de rallier le Terminal 5. Aslik fume une cigarette dans un porte-cigare. Il est vêtu d'un complet gris et porte un monocle.

### Maître-brasseur
Ce Glukkon est le responsable de la Brasserie SoulStorm et l'inventeur de la bière. Il meurt dans l'explosion de la brasserie, sans avoir jamais croisé Abe, son ennemi. Il fume une petite cigarette et revêt un uniforme blanc, orné d'une montre.

### Lulu
Lulu est un Glukkon, qui apparait dans l'Odyssée de Munch. Il est, contrairement aux siens, peu doué en affaires, mais représente en revanche une cible privilégiée des envoûtements d'Abe. Ce dernier et Munch se serviront souvent de lui pour infiltrer l'empire Glukkon de l'intérieur. Il sera souvent envoûté, et gravira les échelons de la hiérarchie Glukkon. Abe et Munch s'en serviront pour contrecarrer les plans d'autres Glukkons. Il participera à une vente aux enchères pour remporter la dernière boîte de Gabbiar (œufs de Gabbits). Il y perdra toute sa fortune, et Abe récupérera le Gabbiar pour le rendre à Munch, qui se servit de ces œufs pour faire renaître le peuple Gabbit.